# TOFU
TOFU beschreibt einen Zitierstil bei schriftlicher Kommunikation in elektronischen Medien. Das Akronym steht für Text oben, Fullquote unten, bzw. Text Over, Fullquote Under: Die E-Mail beginnt mit der Antwort (Top-Posting), darunter folgt im Text eine vollständige Kopie der zitierten E-Mail einschließlich Kopfdaten und Signatur.
Demgegenüber empfiehlt die Netiquette einen verdichteten Zitierstil: Aus vorangegangenen Diskussionsbeiträgen werden nur einzelne Fragen oder Aussagen zitiert und mit speziellen Einrückungszeichen – üblicherweise einem vorangestellten „>“ – gekennzeichnet. Auf jede zitierte Frage und Aussage folgt die zugehörige Antwort beziehungsweise der zugehörige Kommentar oder eine Rückfrage. Dieser Stil (Inline-Quoting) erleichtert das schnelle Lesen großer Mengen aufeinanderfolgender Nachrichten, birgt jedoch das Problem, dass durch gezieltes oder versehentliches Weglassen von Informationen ein verfälschter Gesamteindruck beim Empfänger entstehen kann.
Bei der Wahl des Zitierstiles ist der Kontext, die beabsichtigte Verwendung einer Nachricht, wichtig. Im Usenet ist fast grundsätzlich die Netiquette mit Inline-Quoting zu verwenden. Auch in Webforen setzte sich dieser Stil weitgehend durch. In geschäftlicher E-Mail-Korrespondenz ist TOFU üblich, weil er dem Empfänger ermöglicht, anhand einer einzelnen E-Mail den gesamten bisherigen Vorgang unverändert nachzuvollziehen. Erstere Anwendungen haben eher Gesprächscharakter, während letztere eher dem Austausch einer Akte mit unveränderten Geschäftsdokumenten gleicht.

## Beispiel
| TOFU | Inline-Quoting                                                                              | Indirekte Rede                                                                                 |
| --- | ------------------------------------------------------------------------------------------- | ---------------------------------------------------------------------------------------------- |
| Lieber Oskar, das stimmt doch gar nicht. Richtig ist 4. Gruß Max --Ursprüngliche Nachricht-- Von: Oskar [mailto:oskar@example.net] Gesendet: Sonntag, 24. Dezember 2006 12:00 An: Max Betreff: (kein Betreff) Lieber Max, eines wollte ich Dir schon immer einmal sagen - das habe ich mich bisher bloß nicht getraut. Es lässt mir aber einfach keine Ruhe, deshalb muss es nun heraus: 2 + 2 = 5, wie jedermann weiß. Beste Grüße Oskar -- | Lieber Oskar, Oskar schrieb: > 2 + 2 = 5 das stimmt doch gar nicht. Richtig ist 4. Gruß Max | Lieber Oskar, du behauptest, 2 und 2 sei 5. Das stimmt doch gar nicht. Richtig ist 4. Gruß Max |

Beispiel für die Verkürzung und Formatierung mit Einzügen und Farben bei mehrfachen Zitaten:
```
Hallo Max, ich habe zwei Fragen:
was ist 2 und 2
was ist 3 und 2?
Gruß
Oskar
```

```
Hallo Oskar. Die Antworten sind:

> was ist 2 und 2

4

> was ist 3 und 2?

5
Dein Max
```

```
Hallo Oskar

>> was ist 3 und 2?

> 5

Wie kommst du darauf?
Max
```

## Bezeichnung
Die genaue Herkunft der Bezeichnung TOFU ist umstritten. Als früheste Verwendung im Usenet sind Postings von Gerhard 'H' Wrodnigg in den Newsgroups at.usenet und at.sonstiges vom März 2000 nachweisbar.

## Kritik an TOFU
Kritik an TOFU kommt meist beim Aufeinandertreffen von Benutzern dieses Zitierstils mit traditionellen Vertretern des Inline-Quotings (zum Beispiel im Usenet oder in Mailinglisten) auf. In traditionelleren Anwendungen des Internets hat sich im Laufe der Jahre das Inline-Quoting durchgesetzt. Es ist in zahllosen FAQs zur Netiquette ausführlich beschrieben. Unkenntnis oder Missachtung dieser einfachen Regeln durch Neulinge stößt zum Beispiel bei routinierten Usenet- oder Webforen-Benutzern auf Widerstand. Umgekehrt stößt die Kritik an TOFU dort auf Unverständnis, wo TOFU die übliche Form unkomplizierten Mailaustauschs zwischen Privatpersonen oder Firmen ist.
Inhaltlich dreht sich die Kritik um zwei Fragen, Reihenfolge und Umfang des Zitats. Bei TOFU kommt erst die zusammenhängende Antwort (Text oben), dann muss der Leser, sofern ihm der Bezug der Antwort nicht klar ist, die vollständige zitierte Originalmail nachlesen, um herauszufinden, worauf genau geantwortet wird. Andererseits fehlen einem Leser bei zu stark gekürztem Zitat mitunter für das (vollständige) Verständnis Informationen. Daher lehnen Kritiker das Nachlesen-Müssen ab, schätzen Befürworter aber das Nachlesen-Können. Beim Inline-Quoting sind Zitat und Antwort ineinander verwoben. Hier ist sofort nachvollziehbar, auf welche Aussagen sich die neuen Argumente beziehen. Bei längeren Inline-Zitaten muss der Benutzer unter Umständen nach unten scrollen. Bei TOFU muss nur nach unten geblättert werden, wenn der Kontext unklar ist.
Mehr Schwierigkeiten bereitet der Umfang des Zitats. TOFU zitiert die vollständige Mail und fügt vor jeder Zeile ein Einrückungszeichen oder vor jede Antwort einen Einleitungsblock ein. Dadurch wächst bei längeren Diskussionen, in denen Mails Mails zitieren, die Mails zitieren, welche wiederum Mails zitieren, in denen weitere Mails zitiert werden, ein unübersichtlicher Zitate-Schwanz an. Auch die einzelnen Textzeilen werden mit jedem Zitiervorgang länger. Der automatische Zeilenumbruch mancher Mailprogramme verursacht dann schwer lesbares „Kammquoting“.
Zur schlechten Lesbarkeit von langen Zitaten trägt auch bei, dass sie größtenteils aus Kopfdaten und Signaturen bestehen. Probleme mit dem Umfang des Zitats lassen sich einfach durch gezieltes Löschen von inhaltlich überflüssigen Teilen des Zitats vermeiden – also unter Verzicht auf das unbearbeitete Komplett-Zitat (Full-Quote).
Ebenso ist bei TOFU das Nachvollziehen dadurch erschwert, dass beim Lesen in chronologischer Reihenfolge nach dem Ende jeder zitierten Mail an den Anfang der vorigen gesprungen werden muss.
Würde dagegen am Schluss der Zitate geantwortet (TUFO, sozusagen), so könnte zwar ohne solche Unterbrechung gelesen werden, aber es müsste beim Öffnen einer Mail nach hinten zum Beginn der Antwort gesprungen werden. Beides ist wohl subjektiv verschieden lästig.
In beiden Fällen aber hat der mitgeführte Verlauf des Dialogs durchaus seinen Wert als Aufzeichnung.

## Weite Verbreitung von TOFU im E-Mail-Verkehr
Die weite Verbreitung von TOFU im E-Mail-Verkehr ist auf den rasanten Anstieg der Internet-Nutzer seit Mitte der 90er Jahre zurückzuführen. Ein großer Teil der vielen neuen Internet-Nutzer übernahm die bis dahin als allgemein gültig angesehenen Richtlinien nur teilweise. Die damals vorherrschenden E-Mail-Programme (Lotus Notes, Microsoft Outlook) unterstützten zum Teil gar kein Inline-Quoting. Auch heute wird TOFU unabsichtlich durch die gängigen E-Mail-Programme gefördert: Entweder, weil sie so voreingestellt sind und die neuen Benutzer die Netiquette nicht kennen, oder weil sie beim Antworten auf eine Mail den Cursor an den Anfang setzen. Viele Benutzer schreiben somit alles vor das Vollzitat.
Hingegen ist etwa im geschäftlichen E-Mail-Verkehr TOFU eine weit verbreitete Form der Antwort. Hier würde das isolierte Zitieren und Kommentieren einzelner Sätze als ungewöhnlich empfunden.
Verschärft wird die Situation durch die konsequente Anwendung des Handelsgesetzbuches, da im geschäftlichen Bereich jeder E-Mail Gesellschafter, Finanzamt und andere Hinweise angefügt werden müssen. Gängige Konfigurationen setzen derartige Disclaimer teils ganz ans Ende, zunehmend aber auch gerne vor das vermutete Zitat – was bei herkömmlicher Methodik höchst seltsam anmuten mag, wenn dieser Disclaimer vor oder mitten im Zitat und vor dem eigenen Text auftaucht.

## Alternativen zu TOFU
- Zitat im Text statt unter dem Text (also kein „U“). Inline-Quoting ist üblich im Usenet und in Diskussionsforen, wo sich Threads einfach nachvollziehen lassen. Das Zitat sollte dabei auf den zum Verständnis nötigen Teil reduziert werden.
- Zitat aufräumen statt Vollzitat (also kein „F“). Signaturen, Kopfdaten und andere technische Details löschen. Kammquotings reparieren.
- Sprachliche Stilmittel wie direkte und indirekte Rede nutzen.
- Verwendung der Threaddarstellung: Jede korrekte Mail enthält relationale Verknüpfungen, worauf sie sich bezieht. Oftmals sind diese Kopfzeilen für den Benutzer unsichtbar, sind aber als die Header References oder In-Reply-To standardisiert. Leistungsfähige Mailprogramme erlauben damit eine Baumdarstellung in sogenannten Threads (Diskussionsfäden). Zwischen zwei Diskussionsteilnehmern, auf E-Mail-Verteilern oder Mailing-Listen liegen jedem Mitleser alle vorangegangenen E-Mails vor. Der Bezug zur vorangegangenen Nachricht wird durch die Thread-Darstellung automatisch gewährleistet. Vollzitate können daher vollständig entfallen, weil jeder Leser ebenso direkten Zugriff auf die vorangegangene Mail hat.
- Zitierte Mails als Dateianhang beifügen. Der Text bleibt übersichtlich, der Empfänger hat Zugriff auf den vollständigen Vorgang.
- TOFU und Inline-Quoting sinnvoll mischen: Auszugsweise Zitate, auf die sich die nachfolgenden Antworten beziehen, im Text; das vollständige Zitat (mit Datum und Verfasser) am Ende. So bleibt der Kontext der Zitate oben nachvollziehbar, gleichzeitig wird die notwendige Zitatlänge im Text minimiert.
- Innerhalb geschlossener Benutzerkreise mag gelten: Die Originalmail nicht kürzen, die Antworten aber – durch Namenskürzel und, wo technisch möglich, durch andere Farbe/Schriftart abgesetzt – an den Stellen, auf die Bezug genommen wird, in die beantwortete Mail einfügen. Für die Kommunikation mit unbekannten Dritten sollte generell auf Textformatierung durch Farbe oder Schriftart verzichtet werden, da diese teils überhaupt nicht, teils unvollständig dargestellt wird und gerade bei anderen Zitierstilen oft gänzlich unbrauchbar wird.